# Рошбах
Рошбах (нем. Roschbach) — община в Германии, в земле Рейнланд-Пфальц. 
Входит в состав района Южный Вайнштрассе. Подчиняется управлению Эденкобен.  Население составляет 858 человек (на 31 декабря 2010 года). Занимает площадь 3,44 км².